# Мазаракі Анатолій Антонович
Анато́лій Анто́нович Мазара́кі (нар. 27 липня 1950, Київ) — український економіст, ректор Державного торговельно-економічного університету. Доктор економічних наук (1995), професор (1994), академік Академії педагогічних наук України, заслужений діяч науки і техніки України (1995). Почесний професор КНТЕУ (2010).

## Життєпис
У 1972 році закінчив технологічний факультет Київського торговельно-економічного інституту за фахом — інженер-технолог. Захистив докторську дисертацію «Розвиток і структурна переорієнтація сфери товарного обігу як фактор економічного зростання».
У 1972–1975 роках — молодший науковий працівник Українського науково-дослідного інституту торгівлі та громадського харчування Міністерства торгівлі СРСР.
У 1975–1984 роках обіймав посади старшого інженера, молодшого наукового працівника, старший науковий працівник Ради з вивчення продуктивних сил УРСР АНУ.
У 1984–1987 роках — заступник директора з наукової роботи Республіканського проектно-технологічного інституту торгівлі Міністерства торгівлі УРСР.
У 1987–1988 роках працював заступником генерального директора НВО «Торгпрогрес» Міністерства торгівлі УРСР.
У 1988–1991 роках — науковий секретар, доцент кафедри економіки торгівлі, декан торгово-економічного факультету, перший проректор Київського державного торговельно-економічного інституту.
З 1991 року — ректор Київського торговельно-економічного інституту (з 1994 року — Київський державний торговельно-економічний університет, з 2000 року — Київський національний торговельно-економічний університет, з 2022 року — Державний торговельно-економічний університет).
Голова фахової ради з торгівлі і менеджменту ДАК України, голова науково-методичної комісії з торговельних спеціальностей Міністерства освіти і науки України, академік Української академії наук національного прогресу (1992), Української академії оригінальних ідей (1995), член Нью-Йоркської академії наук (1995), Міжнародної академії наук вищої школи (Москва, 1996)
Автор та співавтор понад 300 наукових праць, зокрема монографій: «Сучасні проблеми регіонального розвитку торгівлі» (1994), «Розвиток торгівлі в системі соціальної інфраструктури в умовах становлення ринкової економіки» (1994), «Світовий ринок товарів та послуг: товарна структура» (1996, співавтор), «Захист прав споживачів: соціально-правовий аспект» (2002), підручника «Економіка торговельного підприємства» (1999, співавтор), «Політологія» (2002, співавтор), «Регулювання зовнішньоекономічної діяльності в Україні» (2003, співавтор).
Вчена рада КНТЕУ постановою від 24 лютого 2010 року присвоїла Мазаракі звання «Почесний професор КНТЕУ» за винятково значний особистий внесок у розвиток університету та підвищення його авторитету у суспільстві, а також у справу підготовки висококваліфікованих фахівців, науково-педагогічних кадрів, розвиток науки.
Володіє англійською мовою.

### Сім'я
Дружина Ірина Миколаївна (нар. 1955) — економіст; дочка Наталія (нар. 1980) — доцент кафедри комерційного права КНТЕУ.

## Відзнаки
- Орден князя Ярослава Мудрого IV ст. (1 грудня 2018) — за значний особистий внесок у державне будівництво, соціально-економічний, науково-технічний, культурно-освітній розвиток Української держави, вагомі трудові досягнення, багаторічну сумлінну працю[2]
- Орден князя Ярослава Мудрого V ст. (27 червня 2013) — за значний особистий внесок у державне будівництво, соціально-економічний, науково-технічний, культурно-освітній розвиток України, вагомі трудові здобутки та високий професіоналізм[3]
- Орден «За заслуги» I ст. (2 жовтня 2004) — за вагомий особистий внесок у розвиток національної освіти, багаторічну плідну педагогічну і наукову діяльність та з нагоди Дня працівників освіти[4]
- Орден «За заслуги» II ст. (14 липня 2000) — за вагомий особистий внесок у розвиток національної освіти, підготовку висококваліфікованих фахівців, багаторічну плідну наукову і педагогічну діяльність[5]
- Орден «За заслуги» III ст. (23 січня 1998) — за вагомі досягнення у праці, високий професіоналізм[6]
- Заслужений діяч науки і техніки України (28 листопада 1995) — за значний особистий внесок у розвиток національної освіти, впровадження нових методів навчання і виховання молоді[7]
- Державна премія України в галузі науки і техніки 2012 року — за роботу «Інноваційні технології підвищення ефективності харчових виробництв» (у складі колективу)[8]
- Нагрудний знак «Відмінник освіти України» (1996)[9]
- Медаль «У пам'ять 1500-річчя Києва» (1982)[10]
- Почесна грамота Кабінету Міністрів України (2000)[11]
- Почесна грамота Верховної Ради України (2005)[9]
- Пам'ятна медаль «10 років Незалежності України»[10]
- Нагрудний знак «Петро Могила» МОН України (2005)
- кавалер «ордена Академічних пальм» (2006, Франція)[12]
- Має інші іноземні урядові відзнаки[10][9]